# あなしん
あなしん（6月26日 - ）は、日本の漫画家。三重県尾鷲市坂場西町出身。血液型O型。

## 略歴
- ペンネームは飼い猫3匹の名前から（アン・ナナ・シン）[1]。
- 大阪のヘアメイク美容専門学校を卒業後、OLとして働きながら漫画家を目指し、第26回デザート新人まんが大賞で佳作を受賞。
- 2010年 - 『デザート20』（講談社）2月号に掲載の『ナナナキハチワライ』でデビュー。
- 2014年 - 『デザート』（講談社）4月号より『春待つ僕ら』の連載開始[2]。
- 2019年 - 『デザート』（講談社）11月号にて『春待つ僕ら』の連載終了[3]。
- 2021年 - 『デザート』（講談社）6月号より『運命の人に出会う話』の連載開始[4]。

## 作品リスト
特記する作品以外全て講談社、KCデザートから刊行されている。
- 『ユメコイ』、2012年1月13日発売[5]、ISBN 978-4-06-365680-0（『THEデザート』2011年5月号、9月号、『デザート』2011年7月号、2012年1月号）
- 『あくまで恋しよう』、2012年9月13日発売[6]、ISBN 978-4-06-365707-4（『デザート』2012年6月号[7] - 9月号）
- 『ヒレントリップ』、全2巻（『デザート』2013年4月号[8] - 12月号）
  1. 2013年7月12日発売[9]、ISBN 978-4-06-365737-1
  2. 2013年12月13日発売[10]、ISBN 978-4-06-365754-8
- 『春待つ僕ら』、全14巻（『デザート』2014年4月号 - 2019年11月号）
- 『あなしん初期作品集「3+1 サンプライチ」』、2016年7月13日発売[11]、ISBN 978-4-06-365870-5（『THEデザート』2010年9月号、11月号、2011年1月号、3月号）
- 『運命の人に出会う話』[12]、既刊7巻（『デザート』2021年6月号[4] - 連載中）
  1. 2022年1月13日発売[13][14]、ISBN 978-4-06-526581-9
  2. 2022年8月12日発売[15]、ISBN 978-4-06-528861-0
  3. 2023年2月13日発売[16]、ISBN 978-4-06-530724-3
  4. 2023年8月10日発売[17]、ISBN 978-4-06-532757-9
  5. 2024年2月13日発売[18]、ISBN 978-4-06-534636-5
  6. 2024年11月13日発売[19]、ISBN 978-4-06-537561-7
    - （小冊子付き特装版）同日発売[20]、ISBN 978-4-06-537568-6

  7. 2025年6月13日発売[21]、ISBN 978-4-06-539785-5

### アンソロジー
- 誰にもナイショのラブ&H[注 1]（2013年1月15日配信[22][23]、電子書籍、ISBN 978-4-06-420130-6）
  - ユメコイ〜文化祭のキセキ〜

### イラスト
- 髪切りますか? #初恋コワフュール♥（2016年2月25日発売[24]、著:藍乃咲羅、KADOKAWA、〈魔法のiらんど文庫〉、ISBN 978-4-04-865823-2）

### 単行本未収録作品
- ナナナキハチワライ（『デザート20』2010年2月号、デビュー作）
- ヒャッコイめ!（『THEデザート』2010年3月号）
- キミと見るセカイ。（『デザート』2010年7月号）
- ユメコイ[25]（『デザート』2012年5月号別冊付録『何度でも泣けるラブストーリー』）
- 春待つ僕らスペシャル番外編ファイナル!![注 2][26]（『デザート』2020年7月号[27]）